# Felix Perez Camacho

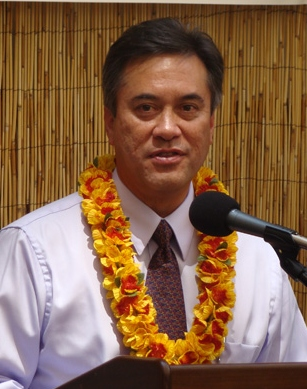
Felix Perez Camacho

Felix Perez Camacho (ur. 30 października 1957, Camp Zama, Japonia), polityk, gubernator wyspy Guam od 2003 do 2011. Jest synem dawnego gubernatora, Carlosa Camacho. Należy do Partii Republikańskiej.
Camacho ukończył administrację i finanse na Marquette University w 1980. Po studiach pracował dla korporacji IBM. W marcu 1988 gubernator Joseph Ada mianował go dyrektorem Agencji Usług Publicznych na Guamie.
W 1992 Camacho został wybrany senatorem w Zgromadzeniu Legislacyjnym i zasiadał w nim do 2000. W 2000 objął stanowisko dyrektora Komitetu Turystyki, Transportu i Rozwoju Gospodarczego (ministerstwo). W wyborach w 2002 został wybrany gubernatorem Guamu. Stanowisko objął na początku 2003. W wyborach w 2006 uzyskał reelekcję. Jest żonaty, ma troje dzieci i jednego wnuka.